# Juosta
Juosta je řeka ve střední Litvě. Teče v okresech Anykščiai (Utenský kraj) a Panevėžys - venkov (Panevėžyský kraj). Je to pravý přítok řeky Nevėžis. Je 50,8 km dlouhá. Vytéká z jezera Juostinas, 5 km na východ od města Troškūnai. Teče převážně na západ až severozápad. Do Nevėžisu se vlévá na východním okraji krajského města Panevėžys v místě, kde protéká rybníkem Ekrano marios, jako jeho pravý přítok 145,7 km od jeho ústí do Němenu. Řečiště je regulované. U vsi Raguvėlė je na dvou místech jez, aby se udržela vyšší úroveň hladiny. V zimě nezřídka zamrzá až ke dnu. Střední tok spadá do Hydrografické rezervace Juosty. Na řece převládají pravé přítoky z toho důvodu, že nemalá část toku probíhá paralelně v dosti velké blízkosti k toku Nevėžisu.

## Přítoky

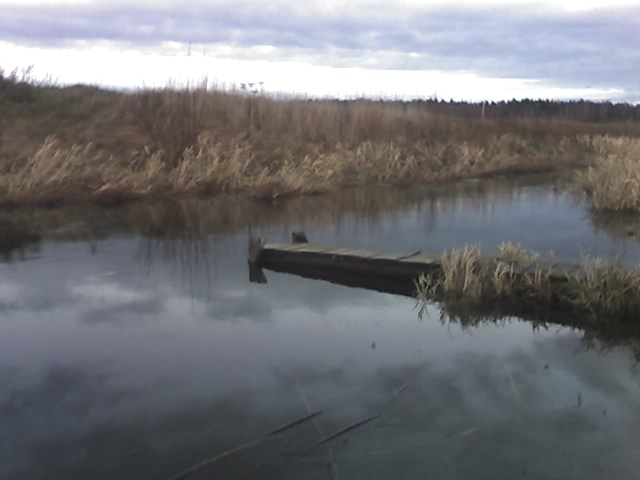
Juosta u Jackagalysu

- Levé:

| Hydrologické pořadí | Řeka      | Délka (km) | Povodí (km²) | Vzdálenost od ústí (km) | Ústí kde | Koordináty ústí |
| ------------------- | --------- | ---------- | ------------ | ----------------------- | -------- | --------------- |
| 13010213            | Užlupys   | 7,6        | 10,7         | 43,8                    |          |                 |
| 13010217            | Juostinas | 18,4       | 67,4         | 25,0                    |          |                 |
| 13010224            | J - 1     | 4,9        | 3,5          | 9,7                     |          |                 |

- Pravé:

| Hydrologické pořadí | Řeka           | Délka (km) | Povodí (km²) | Vzdálenost od ústí (km) | Ústí kde | Koordináty ústí |
| ------------------- | -------------- | ---------- | ------------ | ----------------------- | -------- | --------------- |
| 13010212            | Latava         | 7,6        | 18,4         | 47,9                    |          |                 |
|                     | Malmaža        |            |              | ~45,8                   |          |                 |
| 13010214            | Jūrupis        | 4,1        | 11,2         | 41,2                    |          |                 |
| 13010215            | Rekstinas      | 10,0       | 15,6         | 29,3                    |          |                 |
| 13010216            | Venys          | 3,9        | 10,0         | 25,3                    |          |                 |
| 13010222            | Akmena         | 6,8        | 20,2         | 14,8                    |          |                 |
| 13010223            | Taruškų upelis | 5,8        | 4,6          | 12,2                    |          |                 |
| 13010225            | Sėliupis       | 7,6        | 13,1         | 7,1                     |          |                 |

## Sídla při řece
- Pajuostinys, Smėlynė, Troškūnėliai, Pajuostis, Troškūnai, Survilai, Tešliūnai, Bečerninkai, Juostininkai, Gristupys, Rukiškis, Vidugiriai, Jackagalys, Konciapolis, Raguvėlė, Budrionys, Pajuostis, Bajoriškėliai, Martyniškiai, Margučiai, Novogrudka, Kulbagalys, Kulbiai, Taruškos, Sutkūnai, Trakiškis, Girelė, Biliūnai, Tekoriškis, Karšinauka, Kamiškis, Venslaviškiai, Pajuostis.

## Jazykové souvislosti
Obecný výraz juosta v litevštině znamená pás(ek), pásmo.